# Montreuil-l’Argillé
Montreuil-l’Argillé – miejscowość i gmina we Francji, w regionie Normandia, w departamencie Eure.
Według danych na rok 1990 gminę zamieszkiwało 706 osób, a gęstość zaludnienia wynosiła 51 osób/km² (wśród 1421 gmin Górnej Normandii Montreuil-l’Argillé plasuje się na 337 miejscu pod względem liczby ludności, natomiast pod względem powierzchni na miejscu 177).